# The SteelDrivers
The SteelDrivers sono un band di bluegrass originaria di Nashville, Tennessee. Il gruppo è composto dal violinista Tammy Rogers, dal bassista Mike Fleming, dal chitarrista Gary Nichols, da Brent Truitt al mondolino e Richard Bailey al banjo.
Il gruppo ha registrato due album per l'etichetta Rounder Records e un album live indipendente registrato a The Station Inn.
Dopo aver suonato al bluegrass festival hanno firmato per l'etichetta Rounder Records e realizzato l'album di debutto nel 2008, con la partecipazione del cantante Chris Stapleton.
L'album ha raggiunto la posizione nr. 57 nella classifica di Billboard Top Country.
Il gruppo è entrato nelle nomination per i Grammy Award del 2009 come miglior performance country per la canzone "Blue Side of the Mountain. Nel 2010, il gruppo riceve due nomination per il nuovo album, Reckless.
Chris Stapleton ha annunciato l'abbandono del gruppo in Aprile 2010, per dedicarsi alla sua famiglia. È stato rimpiazzato da Gary Nichols come voce principale e chitarra. Nel Dicembre 2011 uno dei fondatori, Mike Henderson, ha lasciato la band. Henderson è stato sostituito dal musicista e produttore di Nashville, Brent Truitt. Nel 2016, il gruppo riceve il premio Grammy come migliore Bluegrass Album, per l'album The Muscle Shoals Recordings.

## Discografia

### Album
| Titolo                       | Dettagli                                               | Posizione in classifica | Posizione in classifica | Posizione in classifica |
| Titolo                       | Dettagli                                               | US Grass                | US Country              | US Heat                 |
| ---------------------------- | ------------------------------------------------------ | ----------------------- | ----------------------- | ----------------------- |
| The SteelDrivers             | - Data: Gennaio 15, 2008 - Etichetta: Rounder Records  | 2                       | 57                      | —                       |
| Reckless                     | - Data: Settembre 7, 2010 - Etichetta: Rounder Records | 2                       | —                       | 17                      |
| Hammer Down                  | - Data: Febbraio 5, 2012 - Etichetta: Rounder Records  | 1                       | —                       | 6                       |
| The Muscle Shoals Recordings | - Data: Giugno 16, 2015 - Etichetta: Rounder Records   | 1                       | —                       | 5                       |
|                              |                                                        |                         |                         |                         |

### Video
| Anno | Video            | Regista       |
| ---- | ---------------- | ------------- |
| 2013 | "I'll Be There"  | Dycee Wildman |
| 2013 | "Wearin' a Hole" | Dycee Wildman |
| 2015 | "Long Way Down"  |               |